# Триножник
Триножникът е преносим трикрак уред, използван като платформа за поддържане на теглото и стабилността на някакъв друг уред или устройство. Много култури, включително древните народи на Китай и Гърция, използват такива триножници в качеството им на орнаменти, трофеи, жертвеници, съдове за готвене или декоративни керамични съдове.
Днес се използват във фотографията, геодезията, астрономията и армията. Повечето съвременни триножници са изработени от алуминий.